# Sắc tố

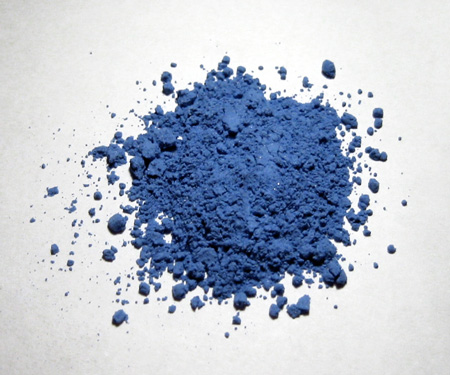

Chất màu, chất nhuộm hay sắc tố là vật liệu thay đổi màu sắc của ánh sáng phản xạ hay truyền tới do kết quả của việc hấp thu chọn lọc bước sóng ánh sáng. Quá trình vật lý này có thể do huỳnh quang, lân quang hay các hình thức phát quang khác, trong đó vật liệu phát ra ánh sáng. Thuật ngữ sắc tố sinh học được sử dụng cho tất cả chất màu không phụ thuộc vào độ tan.